# Cima dicotómica

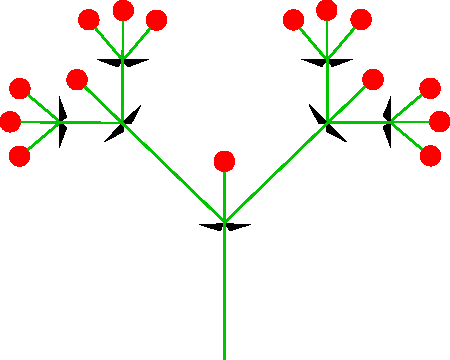
Esquema de una cima dicotómica.

La cima dicotómica es un tipo de inflorescencia cimosa o cerrada. En estas inflorescencias el eje principal termina en una flor, por lo que deja de crecer, pero algo más abajo del mismo se desarrollan yemas que también terminarán en sendas flores que dejan de crecer. Por comodidad, cada eje que termina en una flor lo llamaremos rama florífera. 

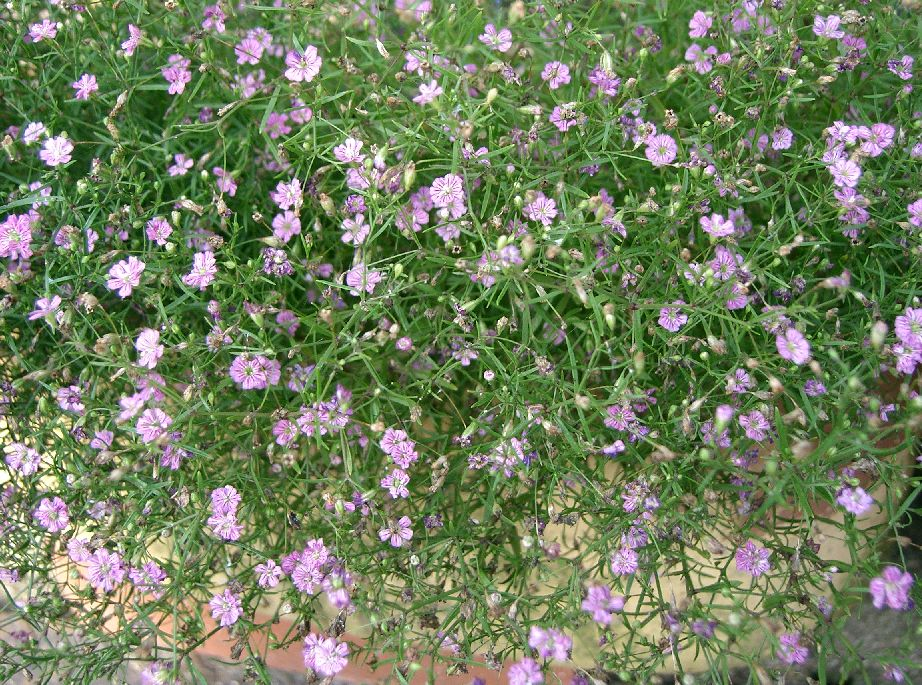
Aspecto general de las cimas dicotómicas en Gypsophila.

El número de ramas floríferas que se desarrollan debajo de la primera flor es variable, puede ser una o más. En el caso de ser una sola, la inflorescencia se llama monocasio. Si son dos ramas floríferas, la inflorescencia se llama dicasio. 
La cima dicotómica es un dicasio en el cual el eje principal termina en una flor y algo más abajo se desarrollan dos ramas, una frente a otra, terminando cada una en una flor. Debajo de estas flores se desarrollan otras dos ramitas floríferas que se comportarán como las anteriores. El desarrollo se produce en varios planos lo que otorga a la inflorescencia en su conjunto un aspecto de panoja. La cima dicotómica es la inflorescencia típica de los géneros de Cariofiláceas y de diversas Gencianáceas.